# Jean-Claude Malgoire
Pour les articles homonymes, voir Malgoire.
Scènes principales
- La Grande Écurie et la Chambre du Roy
- Atelier lyrique de Tourcoing
- Centre de musique baroque de Versailles

Jean-Claude Malgoire, né le 25 novembre 1940 à Avignon et mort le 14 avril 2018 dans le 14e arrondissement de Paris, est un hautboïste, musicologue et chef d'orchestre français.

## Biographie
Né d'un père magasinier et d'une mère d'origine italienne, Jean-Claude Malgoire commence ses études musicales au conservatoire d'Avignon. À 16 ans, il monte à Paris où, en 1957, « sans famille et sans le sou », il est admis au Conservatoire de Paris où, à vingt ans, il obtient un premier prix de hautbois et de musique de chambre. Il entame alors une carrière d'instrumentiste.
À l'issue de son service militaire, il intègre l'orchestre de la Société des concerts du Conservatoire. En 1966, il fonde avec un groupe d'amis Le Florilegium musicum de Paris avec qui il enregistre quelques disques pour CBS Classique (Musique pour les instruments anciens [Musique instrumentale des XVe et XVIe siècles], Musique pour le Camp du Drap d'Or…), puis La Grande Écurie et la Chambre du Roy, un des premiers ensembles de musique spécialisés dans l'interprétation du répertoire baroque sur instruments d'époque en France.
En 1967, il rejoint le tout nouvel Orchestre de Paris dirigé par Charles Munch qui le nomme alors cor anglais solo, une place qu'il occupe durant sept ans aux côtés des hautboïstes Maurice Bourgue et Jacques Chambon. L'année suivante, il reçoit ex æquo le deuxième prix du concours international d'exécution musicale de Genève, le premier prix n'étant pas attribué.
En 1970, ce musicien curieux, éclectique et également passionné de musique contemporaine joue la création française de Sequentia VII de Luciano Berio et, en 1972, devient soliste de l'Ensemble 2e2m. En plus de son activité de chef d'orchestre avec La Grande Écurie et La Chambre du Roy, il joue dans de grands orchestres symphoniques sous la direction, entre autres, de Seiji Ozawa et de Herbert von Karajan.
À partir de 1975, il enregistre de nombreux opéras dont de nombreuses premières mondiales (Rinaldo de Haendel ; Alceste de Lully...) exclusivement sur instruments anciens. Il donne pour la première fois depuis sa création en 1693, en concert radiophonique, Médée de Marc-Antoine Charpentier. De cette pratique, il a fait la connaissance dès 1965 dans la Société de musique d'autrefois, fondée en 1925 par la musicologue et directrice du musée d'instruments du Conservatoire de Paris Geneviève Thibault, comtesse de Chambure (1902-1975), qui assurait la mise à disposition d'« instruments authentiques », de traités musicaux et de partitions anciennes. En 1981, ce pédagogue reconnu devient directeur artistique de l'Atelier lyrique de Tourcoing lors de sa fondation et y développe une approche singulière et novatrice, une scène originale « d'art et d'essai » où il propose un répertoire diversifié.
En 1993, il reçoit une Victoire de la musique pour son Montezuma de Vivaldi et, en 2003, une Victoire d’honneur pour sa trilogie Mozart-Da Ponte de 1994.
À l'opéra et au théâtre, Jean-Claude Malgoire collabore régulièrement avec des metteurs en scène comme Gildas Bourdet (Catone in Utica à l'Opéra-Comique, L'Histoire du soldat d'Igor Stravinsky, Der Jasager de Kurt Weill), Pierre Constant (Trilogie Mozart-Da Ponte, prix du meilleur spectacle lyrique 1995), Christian Schiaretti (Mère Courage et ses enfants et L'Opéra de quat'sous au TNP Villeurbanne).
Avec La Grande Écurie et la Chambre du Roy, dès 1971 il s'attache à faire connaitre l'œuvre de Marc-Antoine Charpentier alors en pleine découverte (7 enregistrements), puis de plus en plus il s'oriente vers le répertoire romantique et moderne, toujours sur instruments anciens (« année Berlioz » pour la saison 2002-2003 de l'Atelier lyrique de Tourcoing, Pelléas et Mélisande à Tourcoing en 2015, Tannhäuser en 2016). Il est à l'origine de la redécouverte de compositeurs comme Sigismund Neukomm, dont il enregistre le Requiem, et Théodore Dubois (il recrée Aben Hamed à Tourcoing en 2014 et Le Paradis perdu en 2017).
Il a deux enfants d'un premier mariage : Pascal Malgoire, décédé en 1988, et Florence Malgoire (1960-2023), et deux petits enfants, Ariel et Marius Mestron. Sa fille Florence a poursuivi la tradition familiale en tant que professeur de violon baroque à la Haute Ecole de musique de Genève et violoniste de nombreux ensembles, dont La Grande Ecurie et la Chambre du Roy et Les Arts florissants, entre autres.
Renée, son épouse et collaboratrice, a partagé sa vie depuis 1977 jusqu'à son décès.
Le 19 juin 2016, il célèbre le 50e anniversaire de son orchestre La Grande Écurie et la Chambre du Roy en interprétant le Te Deum de Lully et le Requiem de Campra à la Chapelle royale du château de Versailles, avec la maîtrise de garçons des Petits Chanteurs de Sainte-Croix de Neuilly dirigée par François Polgár,.
Au cours de sa carrière, Jean-Claude Malgoire s'est produit lors de plus de 7 000 concerts sur les 5 continents et on dénombre plus de 150 enregistrements à son actif.
Il meurt le 14 avril 2018, à 77 ans, des suites d'une complication post-opératoire à l'Institut mutualiste Montsouris de Paris. Ses obsèques ont lieu dans la même ville deux jours après.

### Décoration
- Officier de l'ordre des Arts et des Lettres (janvier 2005[30])

### Récompenses / Distinctions
- Disque d'or en 1986 chez Paul Bocuse à l'occasion des 20 ans de La Grande Écurie et la Chambre du Roy
- Victoires de la musique classique 1993 pour l'enregistrement de Montezuma de Vivaldi, Florence Malgoire (violon solo), CD 1992
- Victoire d'honneur de la musique 2003

## Discographie
- LP & CD
  - Bach, L'Art de la fugue, K617
  - Bach, La Passion selon saint Matthieu, Calliope
  - Bizet, L'Arlésienne, CD Valois/Auvidis
  - Campra, Requiem - Miserere, CD Virgin
  - Charpentier, Messe pour plusieurs instruments au lieu des orgues H.513 - Concert pour 4 parties de violes H.545 - Médée H.491, extraits - Le Malade Imaginaire H.495, Ouverture, LP CBS Sony 1971
  - Charpentier, Leçons de Ténèbres H.96, H.97, H.98/108, H.102, H.103, H.109, H.105, H.106, H.110, H.100 a, 2 LP CBS 1978 report CD Sony 1992
  - Charpentier, Te deum H.146 - Magnificat H.73- Noëls pour les instruments H.531 n° 3 - Noëls sur les instruments H.534 n°1 et 2, LP CBS 1979, report CD Sony 1992
  - Charpentier, Messe de minuit à 4 voix, flûtes et violons pour Noël H.9, Te deum H.146, Noëls pour les instruments H.531 n°3 , LP & CD CBS, 1982
  - Charpentier, Vêpres solennelles (H.540, H.190, H.50, H.149, H.52, H.150, H.51, H.161, H.191, H. 65, H.77), 2 CD CBS Sony 1987
  - Charpentier, Messe à quatre chœurs H.4, CD Erato MusiFrance, 1991
  - Charpentier, Magnificat à 8 voix et 8 instruments H.74 - Nisi Dominus H.150 - Ave Maris stella H.67, H.513 (extraits), CD K617 1992
  - Dubois, Aben-Hamet, Atelier Lyrique de Tourcoing
  - Gossec, Missa pro Defunctis, CD K617
  - Gluck, Orfeo ed Euridice, Astrée Auvidis
  - Haendel, Serse, Sony
  - Haendel, Rinaldo, Sony
  - Haendel, Le Messie, Naïve
  - Haendel, Agrippina, Dynamic
  - Haendel, Orlando, K617
  - Haendel, Water Music
  - Lully, Alceste, Astrée Auvidis
  - Monteverdi, L'Orfeo, Dynamic
  - Mozart, La trilogie Mozart/Da Ponte, Naïve
  - Mozart, Petite musique de nuit, K617
  - Mozart, Requiem version Rio, K617
  - Neukomm, Requiem à la mémoire de Louis XVI, K617
  - Neukomm, Missa Solemnis pro die acclamationis Johannis VI, K617
  - Rameau, Les Paladins, Verany
  - Rameau, Platée, Calliope
  - Salieri, Falstaff, Dynamic
  - Vivaldi, Catone in Utica, Dynamic
  - Vivaldi, Musique religieuse, Beatus vir, Gloria, CBS
  - Vivaldi, Montezuma, Audivis
  - Vivaldi, Vêpres pour la Nativité de la Vierge, Naïve
  - Divers compositeurs, Le tourdion, K617
  - Franck, Symphonie en ré mineur (cor anglais solo ; Orchestre de Paris : Herbert von Karajan), EMI

- DVD
  - Haendel, Agrippina, Dynamic
  - Monteverdi, L'Orfeo, Dynamic